# Катастрофа Ан-12 в Салехарде
Катастрофа Ан-12 в Салехарде — авиационная катастрофа, произошедшая 6 марта 1967 года вблизи аэропорта Салехард. Грузовой самолёт Ан-12Б Шереметьевского ОАО предприятия «Аэрофлот» выполнял грузовой рейс (по перевозке цемента) по маршруту Салехард — Тарко-Сале, но при взлёте из аэропорта Салехард самолёт оторвался с большим углом атаки, коснулся ВПП, после чего вновь взлетел. Через 1 минуту после взлёта, самолёт зацепил деревья и упал на холм на берегу реки Обь и полностью разрушился. Из находившихся на его борту 6 членов экипажа, погибли 5, выжил лишь бортрадист.

## Самолёт
Ан-12Б с бортовым номером СССР-11007 (заводской — 6343909) был выпущен 26 марта 1966 года заводом «Антонов». На день катастрофы 11-месячный самолёт налетал 973 часа.

## Экипаж
Состав экипажа был из 247-го лётного отряда, в состав которого входили:
- Командир воздушного судна (КВС) — Анатолий Евгеньевич Ушаков;
- Второй пилот — Николай Иванович Фуфаев;
- Штурман — Александр Алексеевич Шеленко;
- Бортмеханик — Анатолий Иванович Гоманенко;
- Бортрадист — Борис Владимирович Александровский;
- Бортпроводник — Олег Тимофеевич Ларин.

## Хронология событий
Ан-12Б борт СССР-11007 выполнял грузовой рейс из Салехарда в Тарко-Сале по перевозке 11 тонн цемента в мешках. На его борту находились 6 членов экипажа.
В 09:04 местного времени экипаж получил разрешение занять исполнительный старт для взлёта с магнитным курсом 298°. На исполнительном старте экипаж доложил диспетчеру о готовности к взлёту, получил разрешение на взлёт и приступил к нему в 09:09. Метеоусловия были простыми: небо в это время покрывали лишь отдельные слоисто-кучевые облака высотой 1400 м, а видимость составляла 14 км.
При взлёте самолёт отрвался с большим углом атаки (20°). Пролетев 100 м со снижением и правым креном, правой тележкой шасси он коснулся ВПП. КВС попытался выяснить ненормальное поведение самолёта, спросив это у остальных членов экипажа. Получив ответ, что двигатели работают нормально, КВС послал бортрадиста Александровского проверить, не сместился ли груз. Вновь отделившись на 2-3 м с ещё бóльшим углом атаки, на этой высоте самолет пролетел 650 м над полосой, а затем с правым креном и разворотом скрылся за возвышенной частью ВПП. Весь полёт проходил с кренением самолёта то влево, то вправо.
В 09:10 местного времени (07:10 МСК) Ан-12 с правым креном 12–14°, с магнитным курсом 60°, с поступательной скоростью 180–200 км/ч и с вертикальной скоростью 5 м/с столкнулся с несколькими деревьями, после чего врезался в холм на удалении 4,5 км северо-западнее КТА аэропорта Салехард, на удалении 1800 м от конца ВПП и в 2600 м правее её оси, полностью разрушился и загорелся. В катастрофе погибли 5 человек, выжил лишь бортрадист Борис Александровский, не успевший выйти из салона, что спасло ему жизнь. После падения, он предпринял меры по тушению горевшей силовой электропроводки разрушенного самолёт. Разброс обломков составил 250х100 м

## Расследование
Причиной катастрофы явились ошибочные действия экипажа – взлёт с убранными закрылками. При подготовке к взлёту бортмеханик Гоманенко забыл выпустить закрылки во взлётно положение 25°, а КВС Ушаков этого не проконтролировал. Не зная, что закрылки убраны, после доклада штурмана Шеленко о скорости 240 км/ч, видя, что самолет не отрывается, КВС резко увеличил угол атаки. Скорость отрыва при убранных закрылках была близкой к сваливанию и возникла тряска. КВС отправил бортрадиста проверить, нет ли смещения груза. Бортпроводник Ларин сообщил ему, что всё на месте. Вернуться в кабину бортрадист не успел. Ошибку бортмеханика можно объяснить различием в модификации пультов на самолетах Ан-12 разных серий.